# Viviana Pulido
Viviana Pulido Santos, conocida también como Viviana Santos (26 de diciembre de 1990), es una actriz colombiana.

## Biografía
A los diez años empezó a tomar talleres de arte dramático con Edgardo Román, Alfonso Ortiz, María Emilia Kámper, el Grupo Navia, Gavo Figueira, Juan Pablo Félix y Stephen Bayly, entre otros. Se graduó en Realización de Cine y Televisión, en Unitec, con la tesis de grado titulada La Basura (guion de largometraje).
Su primer trabajo en televisión fue en la serie de Nickelodeon Isa TK+, con el personaje de Ágata Montenegro "Monteblack".  Otro de los personajes reconocidos de Viviana es el de Amanda Montero en la serie del Canal RCN A mano limpia 2. En 2013 se estrenó Secretos, su debut en el cine. La película fue dirigida por Fernando Ayllón.
Ha participado también en Mentiras Perfectas, adaptación para Latinoamérica de la controvertida serie norteamericana Nip/Tuck, donde interpretó a Mary, una joven adolescente que intenta descubrir su identidad sexual.
En 2015 participó en el video musical de la canción "Cuánto me duele", de la banda colombiana Morat.
En 2015 obtuvo el papel de Doce, una androide programado para la maldad, en la segunda temporada de la serie de Nickelodeon Yo soy Franky.
También ha trabajado en la novela la Nocturna de caracol televisión interpretando el papel de Vicky una adolescente que por irresponsabilidad quedó en embarazo a una edad muy temprana.

## Filmografía

### Televisión
| Año       | Título                        | Personaje                       | Canal                     |
| --------- | ----------------------------- | ------------------------------- | ------------------------- |
| 2025      | Si a primera vista            | Nancy Rivas                     | Reel Short                |
| 2023-2024 | La influencer                 | Kamila                          | Netflix                   |
| 2022-2023 | La teoría del promedio        | Ella                            | Caracol Play              |
| 2022      | La receta de Eva              | Eva                             | Vix                       |
| 2022      | No fue mi culpa (Colombia)    | Linda                           | Star+                     |
| 2021      | 1977                          |                                 | Canal Trece               |
| 2020-2025 | La venganza de Analía         | Sofía Mejía Castiblanco         | Caracol Television        |
| 2019      | Enfermeras                    | Julieta                         | Canal RCN                 |
| 2017      | La Nocturna                   | Victoria 'Vicky' Rodríguez      | Caracol Television        |
| 2016      | Un día cualquiera             | Clarissa                        | TV Azteca                 |
| 2015-2016 | Yo soy Franky                 | Doce / Dulce / Prototipo "D0C3" | Nickelodeon Latinoamérica |
| 2015      | ¿Quién mató a Patricia Soler? | Manuela                         | Canal RCN                 |
| 2015      | Tu voz estéreo                |                                 | Caracol Television        |
| 2014      | Mujeres al límite             |                                 | Caracol Television        |
| 2013      | Mentiras perfectas            | Mariana "Mary"                  | Caracol Television        |
| 2013      | Reto de mujer                 | Natalia "Nathy"                 | Canal RCN                 |
| 2012-2013 | A mano limpia                 | Amanda Montero                  | Canal RCN                 |
| 2009-2010 | Isa TK+                       | Ágata Montenegro "Monteblack"   | Nickelodeon Latinoamérica |
| 2008-2009 | Vecinos                       | Lorena Córdova                  | Caracol Television        |

## Cine
| Año  | Título                 | Personaje |
| ---- | ---------------------- | --------- |
| 2020 | No quiero estar sin ti |           |
| 2018 | Luciana (corto)        |           |
| 2016 | De barrio (corto)      | Johana    |
| 2013 | Secretos               | Juliana   |
| 2013 | Capitán Cruxx          |           |
| 2013 | 100 De Perdon          |           |